# Pygophora africana
Pygophora africana är en tvåvingeart som beskrevs av Crosskey 1962. Pygophora africana ingår i släktet Pygophora och familjen husflugor. Inga underarter finns listade i Catalogue of Life.